# Повесть о господине Зоммере
«Повесть о господине Зо́ммере» (нем. Die Geschichte von Herrn Sommer) — книга Патрика Зюскинда, изданная в 1991 году с иллюстрациями Семпе́. В ней Зюскинд описывает детство одного мальчика в маленьком немецком городке. Появление эксцентричного господина Зоммера служит лишь фоном для описания внутренней жизни и чувств подростка.
По многим признакам можно понять, что действие происходит не наяву (возможно, рассказчик получил черепно-мозговую травму, упав с дерева, и живёт в вымышленном мире). Само существование господина Зоммера сомнительно

## Сюжет
Рассказчик передаёт свои подростковые воспоминания. Основная тема, — одиночество. В деревне, где проживал рассказчик, жил весьма странный господин Зоммер. Он живёт со своей женой, без детей. Он страдает клаустрофобией и целыми днями бродит по окрестностям со своей тростью и рюкзаком. Фактически он ничем не занимается. На приветствия прохожих он отзывается неразборчивыми выражениями, и единственное связное предложение, которое люди от него слышали, было: «Да оставьте же вы меня наконец в покое!». Эта фраза настолько глубоко в душу запала рассказчику, что, когда он увидел попытку господина Зоммера утопиться, не стал его останавливать и дал ему умереть.